# 千葉県立千葉大宮高等学校
千葉県立千葉大宮高等学校（ちばけんりつちばおおみやこうとうがっこう）は、千葉県千葉市若葉区大宮町2699番地1にある県立高等学校。県立高等学校再編に伴い平成19年度から独立した通信制高等学校になった。

## 設置学科
- 通信制課程（平成18年度～）
  - 普通科

## 沿革
- 1983年（昭和58年）4月11日 - 開校。（全日制課程・普通科）
- 2006年（平成18年）4月1日 - 通信制課程・普通科設置、千葉県立千葉東高等学校通信制課程・普通科移管。
- 2007年（平成19年）3月31日 - 全日制課程・普通科廃止。翌日から県内では唯一の独立した県立通信制高等学校となる。

## 通信制
- 募集区域は千葉県全域。普段は郵送によるレポートの添削指導を行い、年間16回のスクーリングと試験の日には、在籍高校に登校する。

## 交通
千葉駅（JR、京成、モノレール）東口バスロータリー1番乗り場 より千葉中央バスで約20分
- 千城局（ちしろきょく）経由 千葉大宮高校行き、千城局・千葉大宮高校経由 大宮市民の森行き 乗車
  - 「千葉大宮高校」停留所下車（朝夕のみ）
- 千城局経由 大宮市民の森行き乗車
  - 「千城局」停留所下車 徒歩10分

## 著名な出身者
- 秋葉直樹 - 元プロ野球選手
- 坪井保菜美 - 新体操選手
- 高野八誠 - 俳優
- 柴田愛之助 - スタントマン・アクション監督・物真似師（中退）
- 門倉凛 - 女子プロレスラー
- Yuji Niwano - BELLZLLEBドラマー

## その他
本校通信制がかつて置かれていた千葉東高校は、千葉市の中心部にあり、徒歩10分圏にJRやモノレールの駅がある、交通の便に恵まれた環境であった。通信制高校の生徒は、健康上の問題や、就労や家事の都合で全日制・定時制高校に通えない生徒も少なくない。以上のような理由から、交通の不便な本校へ県内唯一の通信制高校を移すことは「勉強の機会を奪うことになる」という批判的な意見もあった。